# Atletica leggera ai Giochi della XX Olimpiade - Salto in lungo maschile

Video della Finale

Il salto in lungo ha fatto parte del programma maschile di atletica leggera ai Giochi della XX Olimpiade. La competizione si è svolta nei giorni 8 e 9 settembre 1972 allo Stadio olimpico di Monaco.

## Presenze ed assenze dei campioni in carica
| Competizione      | Atleta         | Prestazione | Monaco 1972 |
| ----------------- | -------------- | ----------- | ----------- |
| Olimpiadi 1968    | Bob Beamon     | 8,90A m     | Ritir. 1970 |
| Commonwealth 1970 | Lynn Davies    | 8,06 m v    | Presente    |
| Asiatici 1970     | Shinji Ogura   | 7,62 m      | Non selez.  |
| Panamericani 1971 | Arnie Robinson | 8,02 m      | Presente    |
| Europei 1971      | Max Klauß      | 7,92 m      | Presente    |

1. ↑  Sotto la bandiera della Gran Bretagna.

Il vincitore dei Trials USA è Arnie Robinson con 8,04 m.

## Risultati

### Turno eliminatorio
Qualificazione7,80 m.
Undici atleti ottengono la misura richiesta. Ad essi è aggiunto il miglior salto, pari a 7,79 m.

L'americano Randy Williams stupisce il mondo con un salto a 8,34. La prestazione di Williams è ancora più sorprendente se si considera che l'atleta è uno Junior, avendo solo 19 anni. Diventa automaticamente il favorito per il titolo, insieme con il connazionale Carrington che lo segue con 8,22.
| Pos. | Atleta              | Nazione          | Prove | Prove | Prove | Misura | Note |
| Pos. | Atleta              | Nazione          | 1°    | 2°    | 3°    | Misura | Note |
| ---- | ------------------- | ---------------- | ----- | ----- | ----- | ------ | ---- |
| 1    | Randy Williams      | Stati Uniti      | 8,34  | -     | -     | 8,34   | Q    |
| 2    | Grzegorz Cybulski   | Polonia          | 7,61  | 8,01  | -     | 8,01   | Q    |
| 3    | Leonid Barkovskiy   | Unione Sovietica | 7,66  | 7,98  | -     | 7,98   | Q    |
| 4    | Hans Baumgartner    | Germania Ovest   | 7,98  | -     | -     | 7,98   | Q    |
| 5    | Valeriy Pidluzhniy  | Unione Sovietica | 7,91  | -     | -     | 7,91   | Q    |
| 6    | Ari Väänänen        | Finlandia        | 7,67  | 7,90  | -     | 7,90   | Q    |
| 7    | Jacques Rousseau    | Francia          | 7,77  | 7,79  | -     | 7,79   | q    |
| 8    | Jaroslav Brož       | Cecoslovacchia   | 7,76  | n     | 7,74  | 7,76   |      |
| 9    | Bruce Field         | Australia        | n     | 7,59  | 7,76  | 7,76   |      |
| 10   | Rolf Bernhard       | Svizzera         | 7,30  | 7,68  | 7,61  | 7,68   |      |
| 11   | Gábor Katona        | Ungheria         | n     | 7,68  | n     | 7,68   |      |
| 12   | Lynn Davies         | Gran Bretagna    | 7,64  | 7,53  | n     | 7,64   |      |
| 13   | Jerzy Homziuk       | Polonia          | 7,63  | n     | n     | 7,63   |      |
| 14   | Finn Bendixen       | Norvegia         | 7,46  | 7,45  | 7,61  | 7,61   |      |
| 15   | Carol Corbu         | Romania          | 7,54  | 7,52  | 7,46  | 7,54   |      |
| 16   | Henry Jackson       | Giamaica         | 7,11  | 7,24  | 7,50  | 7,50   |      |
| 17   | Mike Ahey           | Ghana            | n     | 7,39  | -     | 7,39   |      |
| 18   | Mohinder Singh Gill | India            | n     | n     | 7,30  | 7,30   |      |
| 19   | Lionel Caero        | Bolivia          | 6,77  | 6,60  | 6,52  | 6,77   |      |
| 20   | Bilal Said Al-Azma  | Arabia Saudita   | 6,32  | 6,15  | 6,16  | 6,32   |      |

| Pos. | Atleta              | Nazione          | Prove | Prove | Prove | Misura | Note |
| Pos. | Atleta              | Nazione          | 1ª    | 2ª    | 3ª    | Misura | Note |
| ---- | ------------------- | ---------------- | ----- | ----- | ----- | ------ | ---- |
| 1    | Preston Carrington  | Stati Uniti      | 8,22  | -     | -     | 8,22   | Q    |
| 2    | Arnie Robinson      | Stati Uniti      | 7,99  | -     | -     | 7,99   | Q    |
| 4    | Max Klauß           | Germania Est     | 7,93  | -     | -     | 7,93   | Q    |
| 3    | Joshua Owusu        | Ghana            | 7,93  | -     | -     | 7,93   | Q    |
| 5    | Alan Lerwill        | Gran Bretagna    | 7,86  | -     | -     | 7,86   | Q    |
| 6    | Igor' Ter-Ovanesjan | Unione Sovietica | n     | 7,77  | n     | 7,77   |      |
| 7    | Sepp Schwarz        | Germania Ovest   | 7,63  | n     | n     | 7,63   |      |
| 8    | Andreas Gloerfeld   | Germania Ovest   | n     | 7,60  | 7,62  | 7,62   |      |
| 9    | Wilfredo Maisonave  | Porto Rico       | 7,35  | 7,58  | n     | 7,58   |      |
| 10   | Christian Tourret   | Francia          | 7,54  | 7,53  | n     | 7,54   |      |
| 11   | Milán Matos         | Cuba             | 7,42  | 7,46  | 7,55  | 7,55   |      |
| 12   | Takayoshi Kawagoe   | Giappone         | 7,45  | 7,47  | 7,47  | 7,47   |      |
| 13   | Martin Adouna       | Togo             | 7,21  | 7,25  | 6,72  | 7,25   |      |
| 14   | Linus Rebmann       | Svizzera         | n     | 7,25  | 7,10  | 7,25   |      |
| 15   | Chen Chin-Long      | Taiwan           | 6,79  | n     | 5,68  | 6,79   |      |
| -    | Jesper Tørring      | Danimarca        | n     | n     | n     | NM     |      |

### Finale
Al primo turno Williams mette subito al sicuro una medaglia con 8,24. Carrington salta 7,99, ma poi infila due nulli e si spegne. Al terzo turno il tedesco ovest Baumgartner salta 8,18 e si piazza al secondo posto. Infine, al quinto salto emerge dal mucchio Arnie Robinson, che con 8,03 si aggiudica la medaglia di bronzo. Il campione europeo Max Klauss si classifica sesto con 7,96, dietro a Carrington che conclude quinto.
| Pos.    | Atleta             | Età | Nazione          | Prove | Prove | Prove | Prove                       | Prove                       | Prove                       | Misura | Note |
| Pos.    | Atleta             | Età | Nazione          | 1ª    | 2ª    | 3ª    | 4ª                          | 5ª                          | 6ª                          | Misura | Note |
| ------- | ------------------ | --- | ---------------- | ----- | ----- | ----- | --------------------------- | --------------------------- | --------------------------- | ------ | ---- |
| Oro     | Randy Williams     | 19  | Stati Uniti      | 8,24  | 7,32  | 7,72  | 7,80                        | 7,77                        | -                           | 8,24   |      |
| Argento | Hans Baumgartner   | 23  | Germania Ovest   | n     | 7,99  | 8,18  | n                           | 7,83                        | 8,05                        | 8,18   |      |
| Bronzo  | Arnie Robinson     | 24  | Stati Uniti      | n     | 7,89  | 7,95  | n                           | 8,03                        | n                           | 8,03   |      |
| 4       | Joshua Owusu       | 23  | Ghana            | 7,71  | 7,77  | 7,88  | 7,70                        | 7,98                        | 8,01                        | 8,01   |      |
| 5       | Preston Carrington | 23  | Stati Uniti      | 7,99  | n     | n     | 7,95                        | 7,63                        | 7,69                        | 7,99   |      |
| 6       | Max Klauß          | 25  | Germania Est     | 7,51  | 7,94  | 7,96  | 7,86                        | 6,13                        | 7,88                        | 7,96   |      |
| 7       | Alan Lerwill       | 25  | Gran Bretagna    | n     | 7,91  | 7,69  | n                           | 7,78                        | 7,85                        | 7,91   |      |
| 8       | Leonid Barkovskiy  | 31  | Unione Sovietica | 7,56  | 7,53  | 7,75  | 7,61                        | 7,56                        | n                           | 7,75   |      |
| 9       | Valeriy Pidluzhniy | 20  | Unione Sovietica | n     | 7,56  | 7,72  | Non ammessi ai salti finali | Non ammessi ai salti finali | Non ammessi ai salti finali | 7,72   |      |
| 10      | Jacques Rousseau   | 21  | Francia          | 7,65  | 7,37  | 7,52  | Non ammessi ai salti finali | Non ammessi ai salti finali | Non ammessi ai salti finali | 7,65   |      |
| 11      | Ari Väänänen       | 25  | Finlandia        | 7,62  | 7,57  | 7,60  | Non ammessi ai salti finali | Non ammessi ai salti finali | Non ammessi ai salti finali | 7,62   |      |
| 12      | Grzegorz Cybulski  | 20  | Polonia          | 7,44  | 7,58  | 7,53  | Non ammessi ai salti finali | Non ammessi ai salti finali | Non ammessi ai salti finali | 7,58   |      |